# El Comedero
El Comedero är en ort i Mexiko.   Den ligger i kommunen Topia och delstaten Durango, i den centrala delen av landet, 1 000 km nordväst om huvudstaden Mexico City. El Comedero ligger 1 269 meter över havet och antalet invånare är 102.
Terrängen runt El Comedero är huvudsakligen bergig, men västerut är den kuperad. Runt El Comedero är det mycket glesbefolkat, med 4 invånare per kvadratkilometer. Närmaste större samhälle är Las Adjuntas, 15,7 km sydost om El Comedero. I omgivningarna runt El Comedero växer i huvudsak blandskog.